# 五合三窝蛛
五合三窝蛛（学名：Trilacuna wuhe）也作小黑山三窝蛛，一种于中国云南省腾冲市五合乡小地方村发现的蜘蛛，隶属于卵形蛛科三窝蛛属。

## 鉴别特征
五合三窝蛛雄性腹部精孔下方长有一圆形小毛簇，插入器前侧面有膜质片状结构，中间有一个大的耙子状的骨质化突起。